# 英雄伝説シリーズ
英雄伝説シリーズ（えいゆうでんせつシリーズ、The Legend of Heroes）は、日本ファルコムによるロールプレイングゲーム（RPG）のシリーズ。略称は「英伝」（えいでん）。本稿ではシリーズ全体について取り扱う。

## 概要
1989年（平成元年）『ドラゴンスレイヤー英雄伝説』（以下『I』）から始まるRPGシリーズであり、〈イースシリーズ〉とならぶファルコムの看板作品。
初期2作は《ドラゴンスレイヤー（ドラスレ）シリーズ》として発売されたが、群像劇として個々のキャラクター像を深める物語を描く1994年（平成6年）の第3作『英雄伝説III 白き魔女』で各作品毎に主人公は変更されながらも世界設定が2〜3作間で共有される《英雄伝説シリーズ》として確立した。第6作以降は複数の作品で構成されるため、通算では14作を越える（詳細は#シリーズの分類を参照）。
3人称視点のコマンド選択が特徴であり、近年ではドラマ性の高いストーリーを重視する本シリーズは「ストーリーRPG」とも称される。シリーズ最新作は「英雄伝説 黎の軌跡Ⅱ」。
当初はパーソナルコンピュータ向けに発売されたシリーズだが、7作目以降はコンシューマー機向けに開発され、様々なプラットフォームに移植もされている。5作目までは全て他社によって移植が行われていたが、6作目の『空の軌跡』シリーズは PSP への移植を自社開発で行っており、続く第7作『零の軌跡』と『碧の軌跡』がPSPが土台となり、第8作目『閃の軌跡シリーズ』はPlayStation 3（PS3）とPlayStation Vitaとのマルチプラットフォームで発売された。（詳細は#日本国内での対応プラットフォームを参照）

## シリーズの分類
一部のキャラクターが作品を跨いで登場するなど世界設定を共有する本シリーズは、第1期〈イセルハーサシリーズ〉（I・II）・第2期〈ガガーブトリロジー〉（III・IV・V）・第3期〈軌跡シリーズ〉（VI・VII・VIII・IX）に区分される。

### 第1期 イセルハーサシリーズ
ファンタジー世界のイセルハーサが舞台であり、『II』は『I』の20年後で『I』主人公の息子が主人公。
「Dragon Slayer VI」に位置する『ドラゴンスレイヤー英雄伝説』『ドラゴンスレイヤー英雄伝説II』の2作からなる《ドラスレシリーズ》。1995年（平成7年）のシリーズ最終作『風の伝説ザナドゥII』以降、リメイクや移植作品では『新 英雄伝説』・『英雄伝説I・II』として発売される。

#### シリーズ作品
- ドラゴンスレイヤー英雄伝説
- ドラゴンスレイヤー英雄伝説II
- 派生作品
  - ドラゴンスレイヤー 導かれし宝冠の戦士たち[13]

### 第2期 ガガーブトリロジー
巨大な大地の裂け目「ガガーブ」と険しい大山脈「大蛇の背骨」に隔絶された3つの異なる大陸、ティラスイール（III）、エル・フィルディン（IV）、ヴェルトルーナ（V）が舞台。一部のキャラクターは3作を通じて登場する。
第3作『英雄伝説III 白き魔女』・第4作『英雄伝説IV 朱紅い雫』・第5作『英雄伝説V 海の檻歌』からなる三部作（トリロジー）。ガガーブ三部作、ガガーブ編などとも呼ばれる《ドラスレシリーズ》から独立した《英雄伝説シリーズ》。
時系列では2作目『IV』→『V』→『III』となり、最終的には1つの物語として繋がる。
『III』と『IV』は「新」・「旧」が存在し、特に『IV』は別作品と言える程の大きな変更がある。

#### シリーズ作品
- 英雄伝説III 白き魔女
- 英雄伝説IV 朱紅い雫
- 英雄伝説V 海の檻歌

### 第3期 軌跡シリーズ
導力と呼ばれるエネルギーによる機械文明が普及しつつあるゼムリア大陸西部で、覇権を競う2大国エレボニア帝国（VIII）とカルバード共和国（IX）に挟まれたリベール王国（VI）やクロスベル自治州（VII）、レミフェリア公国（暁）が舞台となる2024年時点において進行中のシリーズ。
本シリーズは一部のキャラクターがシリーズを通じて登場するだけではなく、時間軸も「FC」と同時期「碧」および「閃の軌跡II」までがおよそ3年程の範囲に収まるため、1つの大長編と見ることもできる。
大きく見れば第6作『英雄伝説VI 空の軌跡』と第7作『英雄伝説VII』、第8作『英雄伝説VIII 閃の軌跡』、プラウザ版『英雄伝説 暁の軌跡』、番外編『英雄伝説 創の軌跡』、第9作『英雄伝説IX 黎の軌跡』、『英雄伝説 界の軌跡』が発表されているが「SC」の発売以降、シリーズナンバーは裏設定とされ販売タイトルには含まれなくなったため、内訳は『VI』が「空の軌跡FC」・「空の軌跡SC」・「空の軌跡 the 3rd」、『VII』が「零の軌跡」と「碧の軌跡」、『VIII』が「閃の軌跡」・「閃の軌跡II」・「閃の軌跡III」・「閃の軌跡IV」、スピンオフ作品「暁の軌跡」と「創の軌跡」を挟み『IX』の「黎の軌跡」と「黎の軌跡II」と「界の軌跡」、通算では14作品を超える。
また「the 3rd」と「零」の間に派生作品として『VII』の主要メンバーからロイドとエリィが参戦する対戦アクションゲーム『イースvs.空の軌跡 オルタナティブ・サーガ』が発売。さらには、『VII』のマスコットキャラ・みっしぃがスピンオフ出演するアクションRPG『那由多の軌跡』が発売されているが、世界観が一新されて共通点があまりないためかタイトルには「英雄伝説」が含まれていない。

#### シリーズ作品
- 英雄伝説VI 空の軌跡
  - 本編
    - 英雄伝説 空の軌跡FC[注 4]
    - 英雄伝説 空の軌跡SC
    - 英雄伝説 空の軌跡 the 3rd

  - 派生作品
    - イースvs.空の軌跡 オルタナティブ・サーガ

  - オンラインゲーム
    - 英雄伝説 空の軌跡OL (中国)

  - フル3Dリメイク（2025以降）
    - 空の軌跡 the 1st
- 英雄伝説VII
  - 英雄伝説 零の軌跡
  - 英雄伝説 碧の軌跡
- 英雄伝説VIII
  - 英雄伝説 閃の軌跡 (I:改 -THORS MILITARY ACADEMY 1204-)[注 5]
  - 英雄伝説 閃の軌跡II (:改 -THE EREBONIAN CIVIL WAR-)
  - 英雄伝説 閃の軌跡III
  - 英雄伝説 閃の軌跡IV -THE END OF SAGA-
  - オンラインゲーム
    - 英雄伝説 閃の軌跡III Online(台湾と香港限定)

  - アニメ
    - The Legend of Heroes 閃の軌跡 Northern War(閃の軌跡の外伝)
- 英雄伝説 創の軌跡
- 英雄伝説IX
  - 英雄伝説 黎の軌跡
  - 英雄伝説 黎の軌跡II -CRIMSON SIN-
- 英雄伝説 界の軌跡 -Farewell, O Zemuria-
- 派生作品
  - 英雄伝説 暁の軌跡 (日本)/星の軌跡(中国) - オンラインゲーム
  - 那由多の軌跡 (:改) (-アド・アストラ-)

## 日本国内での対応プラットフォーム
シリーズ作品の多くが様々なプラットフォームへと移植されている。
- 一部の作品は移植時にタイトルを変更しているが、本節ではタイトル変更については扱わない。タイトル詳細については各記事を参照。
- プラットフォーム略号
  - PC88：PC-8800シリーズ、PC98：PC-9800シリーズ、FMT：FM TOWNS、MSX：MSX2/2+、X68k：X68000
  - 95：Windows 95、98：Windows 98、Me：Windows Millennium Edition、2k：Windows 2000、XP：Windows XP、Vi：Windows Vista、7：Windows 7、8：Windows 8
  - PCE：PCエンジン、MD：メガドライブ、SFC：スーパーファミコン、SS：セガサターン、PS：PlayStation、PS3：PlayStation 3、PS4：PlayStation 4、PS5：PlayStation 5、PSP：PlayStation Portable、PS Vita：PlayStation Vita、Switch：Nintendo Switch

|                | 日本ファルコム開発 | 日本ファルコム開発 | 他社開発   | 他社開発 | - システム等の改変があっても他社開発のものは原則として移植として扱う。 - 『暁の軌跡』のオリジナル版は他社開発の初対応機として扱う。 |
| 初対応機/OS    | 移植対応機/OS      | 初対応機           | 移植対応機 |          | - システム等の改変があっても他社開発のものは原則として移植として扱う。 - 『暁の軌跡』のオリジナル版は他社開発の初対応機として扱う。 |
| オリジナル版   | ★                  | ☆                  | ▲          | △        | - システム等の改変があっても他社開発のものは原則として移植として扱う。 - 『暁の軌跡』のオリジナル版は他社開発の初対応機として扱う。 |
| 自社リメイク版 | ●                  | ○                  | --         | ▽        | - システム等の改変があっても他社開発のものは原則として移植として扱う。 - 『暁の軌跡』のオリジナル版は他社開発の初対応機として扱う。 |

| 1期  | I                                        | ドラゴンスレイヤー英雄伝説               | ドラゴンスレイヤー英雄伝説               | ★ | ○ | ○ | ○ | ○ | ● | ○ |   |   |   |   |   |   |   | △ | △ | △ | △ | △ |   |    |   |   |   | △ | 1989年12月10日 |
| 1期  | II                                       | ドラゴンスレイヤー英雄伝説II             | ドラゴンスレイヤー英雄伝説II             | ★ | ○ | ○ |   |   |   |   |   |   |   |   |   |   |   | △ | △ | △ | △ | △ |   |    |   |   |   | △ | 1992年3月19日  |
| 2期  | III                                      | 白き魔女                                 | 白き魔女                                 |   | ★ |   |   |   | ● | ● | ○ | ○ | ○ | ○ |   |   |   |   |   |   | △ | △ |   |    |   | △ |   |   | 1994年3月18日  |
| 2期  | IV                                       | 朱紅い雫                                 | 朱紅い雫                                 |   | ★ |   |   |   | ● | ● | ● | ○ | ○ | ○ |   |   |   |   |   |   |   | △ |   |    |   | △ |   |   | 1996年5月24日  |
| 2期  | V                                        | 海の檻歌                                 | 海の檻歌                                 |   |   |   |   |   | ★ | ★ | ○ | ○ | ○ | ○ |   |   |   |   |   |   |   |   |   |    |   | △ |   |   | 1999年12月9日  |
| 3期  | VI                                       | 空の軌跡                                 | FC                                       |   |   |   |   |   |   | ★ | ★ | ★ | ★ | ○ | ○ | ○ |   |   |   |   |   |   | ○ |    | ● | ○ | △ | ● | 2004年6月24日  |
| 3期  | VI                                       | 空の軌跡                                 | SC                                       |   |   |   |   |   |   | ★ | ★ | ★ | ★ | ○ | ○ | ○ |   |   |   |   |   |   | ○ |    |   | ○ | △ |   | 2006年3月9日   |
| 3期  | VI                                       | 空の軌跡                                 | the 3rd                                  |   |   |   |   |   |   | ★ | ★ | ★ | ★ | ★ | ○ | ○ |   |   |   |   |   |   | ○ |    |   | ○ | △ |   | 2007年6月28日  |
| 3期  | VII                                      | 零の軌跡                                 | 零の軌跡                                 |   |   |   |   |   |   |   |   |   | ▲ | ▲ | ▲ | ▲ | △ |   |   |   |   |   |   | ○  |   | ★ | △ | △ | 2010年9月30日  |
| 3期  | VII                                      | 碧の軌跡                                 | 碧の軌跡                                 |   |   |   |   |   |   |   |   |   |   |   |   |   | △ |   |   |   |   |   |   | ○  |   | ★ | △ | △ | 2011年9月29日  |
| 3期  | VIII                                     | 閃の軌跡                                 | I                                        |   |   |   |   |   |   |   |   |   |   |   |   |   | △ |   |   |   |   |   | ★ | ○  |   |   | ★ | △ | 2013年9月26日  |
| 3期  | VIII                                     | 閃の軌跡                                 | II                                       |   |   |   |   |   |   |   |   |   |   |   |   |   | △ |   |   |   |   |   | ★ | 〇 |   |   | ★ | △ | 2014年9月25日  |
| 3期  | VIII                                     | 閃の軌跡                                 | III                                      |   |   |   |   |   |   |   |   |   |   |   |   |   | △ |   |   |   |   |   |   | ★  |   |   |   | △ | 2017年9月28日  |
| 3期  | VIII                                     | 閃の軌跡                                 | IV                                       |   |   |   |   |   |   |   |   |   |   |   |   |   | △ |   |   |   |   |   |   | ★  |   |   |   | △ | 2018年9月27日  |
| 3期  |                                          | 創の軌跡                                 | 創の軌跡                                 |   |   |   |   |   |   |   |   |   |   |   |   |   | △ |   |   |   |   |   |   | ★  |   |   |   | △ | 2020年8月27日  |
| 3期  | IX                                       | 黎の軌跡                                 | I                                        |   |   |   |   |   |   |   |   |   |   |   |   |   | △ |   |   |   |   |   |   | ★  | ○ |   |   | ○ | 2021年9月30日  |
| 3期  | IX                                       | 黎の軌跡                                 | II                                       |   |   |   |   |   |   |   |   |   |   |   |   |   | △ |   |   |   |   |   |   | ★  | ★ |   |   | ○ | 2022年9月29日  |
| 3期  |                                          | 界の軌跡                                 | 界の軌跡                                 |   |   |   |   |   |   |   |   |   |   |   |   |   |   |   |   |   |   |   |   | ★  | ★ |   |   |   | 2024年9月26日  |
| 3期  | 英雄伝説 暁の軌跡                        | 英雄伝説 暁の軌跡                        | 英雄伝説 暁の軌跡                        |   |   |   |   |   |   |   |   |   |   |   | ▲ | ▲ |   |   |   |   |   |   | △ | △  |   |   | △ | △ | 2016年8月31日  |
| 派生 | イースvs.空の軌跡 オルタナティブ・サーガ | イースvs.空の軌跡 オルタナティブ・サーガ | イースvs.空の軌跡 オルタナティブ・サーガ |   |   |   |   |   |   |   |   |   |   |   |   |   |   |   |   |   |   |   |   |    |   | ★ |   |   | 2010年7月29日  |
| 派生 | 那由多の軌跡                             | 那由多の軌跡                             | 那由多の軌跡                             |   |   |   |   |   |   |   |   |   |   |   |   |   | △ |   |   |   |   |   |   | ○  |   | ★ |   | ○ | 2012年7月26日  |

1. 1 2  『I』『II』2作を一つにまとめての移植。
2. ↑  2011年8月に中国語版が発売。それを元に2013年6月に日本語版が発売。

## ゲームシステム
※ この項では原則として、オリジナルの物とファルコム自らリメイクした物のシリーズを通しての特徴について言及する。作品毎の差が大きいシリーズであるため、詳細については各作品の項を参照の事

### ストーリー構成
旧『IV』を除き、全ての作品が複数の章・部・話から成り立っており、ストーリーに区切りがつけられている。『I』では「第1章」から始まり「第1章」が最初の章となっているが、その他の作品では「序章」から始まり、「第1章」は2つ目の章となっている。
章毎に動ける範囲が限定され、クリアした章の舞台には再度訪れる事が出来ない作品が多い。

### フィールド表現
『II』までは街やダンジョンなどはフィールド上にアイコンで示されていた。『III』以降はアイコン描写は廃止され、フィールド・街・ダンジョン等に関わらず、全てが同縮尺で表現されている。
敵との遭遇は〈イセルハーサシリーズ〉ではシンボルエンカウント（ただし、特定のアイテムを使わないと敵のシンボルが画面上に表示されない）、〈ガガーブトリロジー〉では定点でのランダムエンカウントがPSP版はシンボルエンカウントです、〈軌跡シリーズ〉ではシンボルエンカウントとなっている。

### 戦闘
シリーズ毎に大きく異なる。
イセルハーサシリーズ
〈ドラゴンクエストシリーズ〉に代表されるオーソドックスなコマンド選択型。
ガガーブトリロジー
98版はそれぞれに独特のシステムとなっている。Win版はマップフィールドに半オート・半手動選択の疑似リアルタイムと言う点は共通だが、作品毎に異なる点が多い。
PSP版は敵に遭遇して戦闘フィールドに入る。
3は始めからすぐ自動的に戦闘が移行する、そして途中でキャラクターを選択してコマンド入力し行動を変える。
4と5は始めからコマンドを選択して自動的に戦闘が移行する、そして3と同じ途中でキャラクターを選択してコマンド入力し行動を変える。
軌跡シリーズ
行動順を主軸とした「ATバトル」と言うシステムを採用。
「黎」から新しいエンジンを使いのため、アクションなフィールドバトルと普通なコマンドバトルがマップフィールドに互換できるになりました。

### 魔法
シリーズ毎に体系が異なり全体を通して共通する魔法はないが、世界設定を共有する各シリーズ内では同一の魔法が使われている。ただし〈ガガーブトリロジー〉は設定を共有しながらも互いに隔絶した世界となっている為、作品毎に異なる魔法体系となっている。
『III』を除いた全ての作品において、多くのRPG同様に魔法の使用にはMPもしくはそれに相当するEPを消費する。『III』におけるMPは魔法習得時に消費するポイントであり、習得した魔法の使用時に消費するステータスはない。

### 換金物
『III』以降の作品では人外の敵との戦闘では直接現金を手に入れる事は出来ず、代わりに換金物が手に入る。買い物をする為には一度現金に換金する必要があるが、換金率は場所や時間等によって変動する。

### 本の収集
『III』以降の作品では複数巻からなる作中作の本がアイテムとして登場し、これを収集するサブイベントが存在する。これらの本は全巻を揃えることによって、最強の武器などの他では入手出来ない貴重な道具と交換出来るが、本の多くは取得可能な時期が短時間に限られており、さらには素直にストーリーに沿ったプレイでは見つけ難い場所にあるため難易度の高いイベントとなっている。なお『V』でこのイベントに関わる作中小説『人形の騎士』は、シリーズを跨いで〈軌跡シリーズ〉作中においても小説として登場する。